# Kościół Matki Boskiej Częstochowskiej w Kicku
Kościół Matki Boskiej Częstochowskiej w Kicku – katolicki kościół filialny zlokalizowany we wsi Kicko w gminie Stara Dąbrowa, w powiecie stargardzkim (województwo zachodniopomorskie). Należy do parafii św. Józefa w Starej Dąbrowie.

## Historia i architektura
Kościół został wzniesiony w XVI wieku, murowany jest z kamienia i cegły. Sytuowany na rzucie prostokąta, kryty jest dachem dwuspadowym. W XIX wieku obiekt przeszedł przebudowę, która zatarła jego pierwotny gotycki charakter. Po II wojnie światowej został konsekrowany jako świątynia katolicka w dniu 20 kwietnia 1948 roku.
Szczyt wschodni kościoła zdobiony jest blendami. We wszystkich narożnikach znajdują się sterczyny. Osadzone wysoko i głęboko okna zamknięte są ostrołukowo lub pełnymi łukami. W zachodniej elewacji znajduje się portal wejściowy, w elewacji wschodniej widoczny jest ślad po zamurowanych dwóch innych ostrołukowych portalach. Prezbiterium zamknięte jest prostą ścianą.
Wnętrze kościoła nakrywa drewniany, belkowany strop. Na ścianie zachodniej umieszczona jest XIX-wieczna empora z organami ze szczecińskiej firmy Grüneberga nr 480 z 1904 roku. W kościele znajduje się XVIII-wieczny ołtarz ambonowy przeniesiony z kościoła w Kiczarowie, z tego samego wieku pochodzi ołtarz boczny. Zachowały się także dwa cynowe lichtarze z 1699 roku.
Przed kościołem umieszczona jest romańska chrzcielnica. Na wolnostojącej przykościelnej, drewnianej dzwonnicy zawieszony jest dzwon z 1825 roku.